# (15282) Franzmarc
(15282) Franzmarc est un astéroïde de la ceinture principale.

## Description
(15282) Franzmarc est un astéroïde de la ceinture principale. Il fut découvert le 13 septembre 1991 à Tautenburg par Freimut Börngen et Lutz Dieter Schmadel. Il présente une orbite caractérisée par un demi-grand axe de 2,99 UA, une excentricité de 0,08 et une inclinaison de 8,5° par rapport à l'écliptique.